# VIE Scena Contemporanea Festival
Il VIE Scena Contemporanea Festival  è una festival internazionale di teatro contemporaneo, che si svolge a Modena, Carpi e Vignola tra la fine di ottobre e l'inizio di novembre. Il festival nato nel 2005, fu la prosecuzione del precedente Le Vie dei Festival, che già si svolgeva a Modena dal 1994.

## Storia del festival

### 1994-2004: Le Vie dei festival
Nel 1994 nasce a Modena Le vie dei festival, un appuntamento annuale che si svolgeva in autunno e che si proponeva di portare sui palchi della città alcune delle realtà più interessanti passate nei festival della precedente primavera/estate.
Nei 10 anni in cui il festival fu attivo con questo nome, molti furono i nomi presentati, e fra questi vanno ricordati Peter Brook, Joseph Chaikin, Lev Dodin, Jan Fabre, Rodrigo Garcìa, Philip Glass, Mathilde Monnier, Alain Platel, Meg Stuart.

### 2005: la nascita di VIE Scena Contemporanea Festival
Nel 2005 l'Emilia Romagna Teatro ingrandisce il precedente progetto di festival, dislocandolo nei comuni di Modena, Carpi e Vignola, e ribattezzandolo con il nome VIE Scena Contemporanea Festival. La nuova manifestazione rivolge lo sguardo alla contemporaneità e al suo riflesso nelle forme teatrali e nelle espressioni artistiche ibride che gravitano attorno al teatro, alla danza e alla performance cercando di coglierne le manifestazioni più nuove, con l'obiettivo di disegnare la mappa di un territorio teatrale internazionale e nazionale valorizzandone i protagonisti. Alcuni artisti ospiti delle passate edizioni: Bob Wilson, Socìetas Raffaello Sanzio, Alvis Hermanis, Josef Nadj, Virgilio Sieni, Tim Etchells/Forced Entertainment, Rimini Protokoll, Motus, Belarus Free Theatre, Thomas Ostermeier, Krzysztof Warlikowski.

## Enti coinvolti
- Emilia Romagna Teatro
- Fondazione Cassa di Risparmio di Modena
- Regione Emilia-Romagna